# فانتین ال. تامپسون
فانتین ال. تامپسون (به انگلیسی: Fountain L. Thompson) سناتور سابق عضو حزب دموکرات ایالات متحده آمریکا بود. وی در سال ۱۹۰۹ تا ۱۹۱۰ میلادی سناتور ایالت داکوتای شمالی در سنای ایالات متحده آمریکا بود.